# Вильгельм Фридрих (маркграф Бранденбург-Ансбаха)
Вильгельм Фридрих Бранденбург-Ансбахский (нем. Wilhelm Friedrich von Brandenburg-Ansbach; 8 января 1686, Ансбах — 7 января 1723, Швабах) — маркграф Ансбахского княжества в 1703—1723 годах. Младший брат королевы-консорт Великобритании Каролины Бранденбург-Ансбахской.
Вильгельм Фридрих — четвёртый сын маркграфа Иоганна Фридриха Бранденбург-Ансбахского, родившийся в его втором браке с Элеонорой Саксен-Эйзенахской. Вильгельм Фридрих наследовал в Ансбахе своему старшему единокровному бездетному брату Георгу Фридриху II, павшему в 1703 году в Войне за испанское наследство. Вильгельм Фридрих на тот момент ещё не достиг совершеннолетия и, как и четыре его предшественника, находился под опекой регента.

## Потомки
Вильгельм Фридрих женился 28 августа 1709 года на принцессе Кристиане Шарлотте Вюртемберг-Виннентальской (1694—1729), дочери Фридриха Карла.
- Карл Вильгельм Фридрих (1712—1757), маркграф Бранденбург-Ансбаха, женат на Фридерике Луизе Прусской
- Элеонора (1713—1714)
- Фридрих Карл (1715—1716)

Кроме того, у Вильгельма Фридриха родилось двое внебрачных детей от Каролины фон Рейстендорф:
- Фридрих Вильгельм фон Рейстендорф (1718—1742);
- Фридрих Карл фон Рейстендорф (1718—1779).